# آیرا استار
آیرا استار (به انگلیسی: Ayra Starr) (زاده ۱۴ ژوئن ۲۰۰۲) خواننده بنینی-نیجریه‌ای است.